# Matija Pavić
Matija Pavić (Đakovo, 31. siječnja 1859. – Đakovo, 25. studenog 1929.) Msgr. Veliki prepozit i Generalni vikar,  đakovačke ili srijemske biskupije, povjesničar

## Život i djelo
U Đakovu je završio pučku školu, licej i teologiju; gimnaziju u Osijeku. 1882. zaređen je svećenikom i poslan u Beč na više nauke, ali je već naredne godine bio opozvan i imenovan profesorom najprije na biskupskom liceju a onda na bogoslovnom učilištu u Đakovu.
Predavao je kroz dugi niz godina apologetiku i crkvenu povijest.
Msgr M. Pavić je osobito zaslužan kao povjesničar, u prvom redu crkveni. Skupa s Msgrom M. Cepelićem izlazi monumentalna radnja Josip Juraj Strossmayer, posvećena g. 1900. biskupu Strossmayeru prigodom 50-godišnjice biskupovanja. Ostale su njegove radnje izašle većim dijelom u "GIasniku biskupije bosanske i srijemske« u Đakovu. 
Od 1888. pa skoro sve do pred smrt javlja se Pavić osobito radnjama iz domaće crkvene povijesti; a i s više aktualnih radnja iz ostalih bogoslovnih nauka, do 1895. vodi redakciju „Glasnika“. 
G. 1893. piše Povijest kaptola bosanskog i Srijemsko u srednjem vijeku. U g. 1895. piše Život i rad Josipa Čolnića zadnjeg biskupa bosanskog, raspravlja o Arhiđakonatima u srednjem vijeku, 1896. Piše život i rad bosanskih biskupa Đure Patačića i Petra Bakića, u g. 1897.piše povijest Biskupije srijemske (1699. – 1773.). U g. 1898. u proslavu Strossmayerove 5O-godišnjice minisništva piše raspravu: Župe i crkve današnje dijeceze u srednjem vijeku. 1903. prikazuje Samostane i redovništvo srednjega vijeka Đakovačkoj biskupiji. G. 1906.
započima, a 1907.završava radnju: Biskupsko sjemenište u Đakovu (o njegovoj stogodišnjici). God. 1913. (o 1600-godišnjici milanskog edikta) piše članak: Augusti Sirmienses o rimskim carevima porijeklom iz Srijema.